# Conesville (Iowa)
Conesville es una ciudad situada en el condado de Muscatine, en el estado de Iowa, Estados Unidos. Según el censo de 2010 tenía una población de 432 habitantes.

## Geografía
Según la Oficina del Censo de los Estados Unidos, la localidad tiene un área total de 0,93 km², la totalidad de los cuales 0,93 km² corresponden a tierra firme.

## Demografía
Según el censo de 2010, había 432 personas residiendo en la localidad. La densidad de población era de 464,52 hab./km². Había 153 viviendas con una densidad media de 164,52 viviendas/km². El 57,64% de los habitantes eran blancos, el 0,69% afroamericanos, el 1,62% asiáticos, el 38,19% de otras razas, y el 1,85% pertenecía a dos o más razas. El 62,96% de la población eran hispanos o latinos de cualquier raza.